# Diana Palazón
Diana Palazón (Elx, 12 de desembre de 1976) és una actriu i cantant valenciana.

## Biografia
Nascuda el 12 de desembre de 1976 a Elx (Baix Vinalopó, País Valencià). A l'edat 17 anys es va traslladar a la ciutat de València per estudiar Art Dramàtic a l'Escola de l'Actor (ESAC), entre els anys 1994 i 1998. Els completaria a Barcelona, cursant dramatúrgia amb el director de teatre Boris Rotenstein, al Col·legi del Teatre (1999-2000).
Paral·lelament va començar la seua carrera a València, fent sèries per a Canal 9 com A Flor de Pell (1997) o Herència de Sang (1996), començant a treballar en el teatre, amb l'obra El burgès gentilhome (Joan Peris, 1996), i amb el seu primer projecte cinematogràfic, la pel·lícula L'arbre de les cireres, de Marc Recha (1998).
El seu primer paper a la televisió nacional va ser a la sèrie diària Al salir de clase, com a Miranda, un paper que li va donar gran popularitat i que interpretà entre el 1999 i el 2001. Tot i això, la seva consagració va ser a Hospital Central, on va interpretar el paper de la doctora Laura Llanos des del 2002 fins al juliol del 2007, convertint-se així en un dels personatges més estimats de la sèrie. Ha participat en altres sèries i produccions televisives com Singles (2008), Raphael: un historia de superación personal (2010), Gavilanes (2010-2011) o La que se avecina (2014).
En els últims anys ha participat en diverses pel·lícules a les ordres de directors com Antonio Mercero (Planta 4ª, 2003) o Eva Lesmes (El Palo, 2001). Entre les darreres estrenes cinematogràfiques hi ha també les pel·lícules Mia Sarah (2006), de Gustavo Ron, Malas noticias, de Miguel Ángel Cárcano (2007), La mémoire dans la chair, de Dominique Maillet (2012) o Legionario (2017), del director mexicà Eduardo H. Garza.
La seva experiència teatral continua amb obres com Kràmpack, juntament amb Fèlix Gómez i Nacho López, o El invierno bajo la mesa, del 2005 i dirigida per Natalia Menéndez, al costat, entre d'altres, del seu company d'Hospital Central, Antonio Zabálburu, que, a més, l'havia dirigit en el videoclip de la cançó "Te esperaré una vida", d'Inma Serrano. Amb Miguel Narros ha treballat en el personatge protagonista de La Dama Duende, precisament en l'última obra que dirigiria Narros al final de la seva carrera. Ha participat també en dues produccions per al Festival de Teatre Clàssic de Mèrida: Alejandro Magno (2016), sota la direcció de Luis Luque, i Nerón (2018), d'Alberto Castrillo. També va formar part del gran elenc de La Cocina, d'Arnold Wesker, al Teatre Valle Inclán de Madrid, i a les ordres de Sergio Peris Mencheta.
L'any 2017 comença la seva carrera musical, amb el grup Leon Impala, al costat del també actor i cantant Chema León. Al desembre de 2018 va aparèixer el seu primer EP “La Grieta” i després el primer disc de llarga durada, «El plan».
Ha rebut el premi a la millor actriu a la primera Edició dels Premis Telón Chivas, per la seua participació a l'obra de teatre Krámpack i La Dama D'Elx de Bronze per la seua trajectòria com a actriu del «Patronato Histórico Artístico y Cultural d'Elig».

## Filmografia

### Cinema
- Legionario, d'Eduardo H. Garza (2017)
- La mémoire dans la chair, de Dominique Maillet (2012)
- Malas noticias, de Miguel Ángel Cárcano (2007)
- Mia Sarah, de Gustavo Ron (2006)
- Acuérdate de mí (2006), de Diego Arjona (curt)
- Doctora sonrisas, de Manuel García Serrano (2006) (curt)
- Quito (2004), de David Carreras.
- Planta 4ª, d'Antonio Mercero (2003).
- Buenos días (2003), de Peris Romano (curt)
- El Palo, d'Eva Lesmes (2001)
- Gente pez, de Jorge Iglesias (2001)
- La gran vida, d'Antonio Cuadri (2000).
- Cautivados, de Tono Errando (curt, 1998)
- L'arbre de les cireres, de Marc Recha (1998)

### Televisió
- Hospital Central (2002-2007), com a Laura Llanos
- Al salir de clase (1999-2001), com a Miranda Durán
- Herència de Sang
- A flor de pell
- Singles, enamora't (2008), com a Glòria

### Teatre
- Divinas palabras, de Ramón María del Valle-Inclán (2019, dirigida per José Carlos Plaza)
- Nerón (2018, dirigida per Alberto Castrillo)
- Tristana, de Benito Pérez Galdós (2017, dirigida per Alberto Castrillo)[7]
- Alejandro Magno (2016, dirigida per Luis Luque)
- La dama duende, de Pedro Calderón de la Barca (2013, dirigida per Miguel Narros)[4]
- Héroes (2015, dirigida per Antonio Hernandez Centeno)[8]
- Los miercoles no existen (2013)
- El dia que nació Isaac (2011)[9]
- Don Juan Tenorio (2007), dirigida per Natalia Menéndez
- La Sospecha (2007), dirigida per Natalia Menendez; amb Pilar Bardem, Juanjo Cucalón i Vicenta N'Dongo.
- Don Juan Tenorio (2006), dirigida per Natalia Menéndez.
- El invierno bajo la mesa (2005), dirigida per Natalia Menéndez.
- Krampak (2001), dirigida per Antonio Hernández.
- El burgès gentilhome (1996), dirigida per Joan Peris.
- Comic, Teatre d'animació a València.

### Altres
- Videoclip de la cançó "Te esperaré una vida", d'Inma Serrano i dirigit per Antonio Zabáburu (2006).
- Presentadora del Festival de Cinema d'Elx el 2002 i de Cinema Jove el 1998.